# 國華人壽 (台灣)
國華人壽曾是台灣地區歷史上存在過的大型保險公司，保戶一度高達180萬人，與翁大銘家族的深厚關係以及最終爆發的國華案改寫了中華民國政治和商業版圖。

## 概述
原義新集團創辦人翁明昌發跡於國民黨播遷來台後的年代，1977年翁明昌逝世期間翁家發生內部鬥爭，大家臣王又曾靠著舞廳經理長袖善舞的本事進入力霸集團，並趁翁明昌過世之時巧取力霸集團經營權。其他產業也被家臣分光，其子翁大銘僅保有嘉新畜產。之後翁大銘努力發展出華隆集團，一度想奪回失去的集團上演王子復仇記。1990年台灣股市登上萬點高峰旗下之華隆集團擁有華隆紡織、國華人壽、台灣農林、華隆微電子，並創立國華證券，市值總計高達1500億，卻於同年爆發國華人壽以每股120塊的賤價（時價為1000元以上）出售500萬股股票利益輸送給時任交通部長張建邦的女兒張家宜的華隆案重創台灣股市。1992年因華隆案違法交易股票和土地，為了力挽狂瀾逃脫，翁大銘登記參選立法委員，用十幾天的時間競選，以不合常理的方式當選進入第2屆立法院。
2001年7月，華隆紡織發生跳票，翁家的金融操作型帝國已經接近崩塌並引起商界信心危機，開始調查華隆集團內幕的人士逐漸增多。2005年5月被控涉嫌1991年至2001年十年來利用不實的鑑價報告，刻意作假的股票交易價提供給國華人壽後，再開董事會通過放款，掏空國華人壽20多億台幣，因此翁大銘與兄弟翁一銘、翁德銘、翁有銘分被求處廿至十二年重刑。2006年5月官司訴訟中翁一銘病逝，國華人壽之董事遺缺由翁一銘之女翁世佳接任，為台灣壽險業有史以來最年輕的女性管理人。2008年翁家的精神堡壘國華人壽大樓被拍賣。
2009年3月28日，國華人壽因資本適足率不足需增資，翁大銘派因懼股權遭稀釋失去公司主導權而力拒增資提案。因此遭金管會裁罰解除翁小妹（翁大銘之姐）、翁世華（翁大銘之子）之董事職務，翁世佳則於事前已先因引資不利而先行辭去董事職務。業主權益為負658億元台幣資不抵債，金融監督管理委員會判定無清償能力接管國華人壽，陳履安出任董事長，公司實質上已經充公。
2010年5月7日，歷經十五年纏訟，翁大銘及他的秘書李秀芬因違約交割五十八億餘元；台灣最高法院駁回兩人上訴，依違反證券交易法各判刑兩年定讞。
2010年6月1日，翁大銘及李秀芬上午分別到台北地檢署報到發監服刑。2012年11月27日，全球人壽以賠付新臺幣883億6,800萬元自保險安定基金手中標下國華人壽，概括承受全體保戶及業務成為台灣前七大壽險公司。
2015年3月6日，翁大銘死於家中。

## 翁大銘條款
因華隆案和國華案之故，證交法增訂第一百七十一條罰責以「發行人申報或公告之財務報告，及其它有關業務文件，其內容不得有虛偽或隱匿之情事」，也就是隱匿並公佈不實之財務報表將可處十年以下、三年以上的徒刑，或最重可處兩億元以下的罰金，俗稱「翁大銘條款」。